# Memória Twistor
A memória Twistor é uma forma de memória de computador formada pelo envolvimento de uma fita magnética em torno de um fio condutor de corrente. Operacionalmente, twistor era muito semelhante à memória central. Twistor também pode ser usado para fazer memórias ROM, incluindo uma forma reprogramável conhecida como cavalinho twistor. Ambas as formas podiam ser fabricadas usando processos automatizados, o que deveria levar a custos de produção muito mais baixos do que os sistemas baseados em núcleo.
Introduzido pela Bell Labs em 1957, o primeiro uso comercial foi em seu switch 1ESS, que entrou em operação em 1965. Twistor foi usada apenas brevemente no final dos anos 1960 e início dos anos 1970, quando dispositivos de memória semicondutores substituíram quase todos os sistemas de memória anteriores. As idéias básicas por trás da memória twistor também levaram ao desenvolvimento da memória de bolha, embora esta tivesse uma vida comercial similarmente curta.